# The Miracle
The Miracle je 13. studijski album britanskog rock sastava "Queen" izdan 22. svibnja 1989. godine.
Sam izlazak albuma u potpunosti su zasjenili privatni problemi članova sastava; Mercuryju je dijagnosticiran HIV virus, dok su se May i Taylor upravo razvodili od svojih supruga. Deacon je kao i uvijek do tada bio bez problema.
Na albumu se nalazi deset pjesama, koje variraju od hard rock do pop rock sadržaja. Prvotni naziv albuma je bio "The invisible Man", ali je tri tjedna prije izlaska naziv albuma promijenjen u "The Miracle". Album je dosegao prvo mjesto na top ljestvicama u Ujedinjenom Kraljevstvu, Austriji, Njemačkoj, Nizozemskoj i Švicarskoj, dok je u SAD-u dosegao samo 24. mjesto na top ljestvicama. "The Miracle" je poseban i po tome što se po prvi puta za autora svih pjesama navodi ime sastava "Queen", umjesto dotadašnjih pojedinačnih imena.

## Pjesme s albuma
1. "Party" - 2:24
2. "Khashoggi's Ship" - 2:47
3. "The Miracle" - 5:02
4. "I Want It All" - 4:40
5. "The Invisible Man" - 3:55
6. "Breakthru" - 4:07
7. "Rain Must Fall" - 4:20
8. "Scandal" - 4:42
9. "My Baby Does Me" - 3:22
10. "Was It All Worth It" - 5:45
11. "Hang on in There"* - 3:46
12. "Chinese Torture"* - 1:46
13. "The Invisible Man" (12" verzija)* - 5:29

- Pjesme 11 - 13 objavljene su samo na CD izdanju.

## Pjesme
Pjesme su napisane kao suradnja članova sastava,i to:
1. Party (Mercury - May - Deacon) - Pjesma je nastala dok je Mercury vježbao na klaviru a May i Deacon su nastavili za njim te su se udružili i napravili pjesmu.
2. Khashoggi's Ship (Mercury) -  Pjesmu je gotovo u cijelosti napisao Mercury (uz pomoć ostalih članova sastava) inspiriran saudijskim poslovnim čovjekom i trgovcem oružjem Adnanom Khashoggijem.
3. The Miracle (Mercury - Deacon) - Objavljena kao singl 27. studenog 1989. godine. U pjesmi se pojavljuju imena poznatih građevina poput Taj Mahala i Babilonske kule, kao i poznata imena poput Kapetana Cooka, Abela i Kajina i Jimija Hendrixa. Budući da je sastav odustao od turneje zbog Mercuryjevog narušenog zdravlja odlučili su snimiti glazbeni spot u kojem dječaci glume članove sastava. Mercuryja je glumio tada još nepoznati trinaestogodišnjak Ross McCall. Mercury je bio toliko oduševljen njihovom glumom da je predložio da dječaci održe turneju umjesto sastava. Pjesma je objavljena na kompilaciji "Greatest Hits II" iz 1991. godine.
4. I Want It All (May) - Objavljena kao singl 2. svibnja 1989. godine. Pjesma je napisana za borbu protiv apartheida u Južnoafričkoj Republici. Brian May je pjesmu napisao inspiriran svojom suprugom glumicom Anitom Dobson koja je često govorila: "I want it all and I want it now" odnosno "Želim sve i želim sada". Objavljena je na kompilacijama "Greatest Hits II" iz 1991. godine i "Queen Rocks" iz 1997. godine.
5. The Invisibile Man (Taylor) - Objavljena kao singl 7. kolovoza 1989. godine. Glazbeni spot je snimljen u obliku videoigre koju djeca igraju. Članovi sastava igraju negativce odjeveni u crnu odjeću. Objavljena je na kompilaciji "Greatest Hits II"  iz 1991. godine.
6. Breakthru - Nastala spajanjem nikad objavljene Mercuryjeve pjesme "A New Life Is Born" (na internetu se može pronaći i ta pjesma) i Taylorove "Breakthru". Pjesma je objavljena kao singl 19. lipnja 1989. godine. Pjesma je primjer kako se spajanjem dvije različite pjesme može postići potpuno novi uradak. Glazbeni spot je snimljen na vagonu jurćeg vlaka s parnom lokomotivom na privatnoj željezničkoj pruzi "Nene Valley Railway" u okrugu Cambridgeshire,Engleska. Ideja je došla tako jer refren zvuči kao jureći vlak. Vlak je prozvan "The Miracle Express". U glazbenom spotu uz članove sastava glumi i Debbie Lang, ondašnja Taylorova djevojka. Pjesma je objavljena na kompilaciji "Greatest Hits II" iz 1991. godine.
7. Rain Must Fall (Deacon - Mercury) - Deacon je napisao glazbu, dok je Mercury napisao riječi pjesme.
8. Scandal (May) - Objavljena kao singl 9. listopada 1989. godine. Brian May je pjesmu napisao zbog neželjene nazočnosti u britanskim časopisima članova sastava i to ponajprije Mercuryja koji je opovrgavao glasine da boluje od SIDE, što je odlučio od samog početka bolesti, te samog sebe i Rogera Taylora jer su se upravo rastajali od svojih supruga. Zanimljivost je da je May odsvirao klavijature i gitaru iz prvog pokušaja, baš kao što ju je i Mercury otpjevao.
9. My Baby Does Me (Mercury - Deacon) - Još jedna pjesma na albumu koju su napravili Freddie Mercury i John Deacon|Deacon.
10. Was It All Worth It (Mercury) - Pjesmu je napisao Freddie Mercury uz pomoć ostalih članova sastava. Pjesma nas zvukom vraća u 70-te godine.
11. Hang on in There (Mercury - May - Deacon - Taylor) - Objavljena 2. svibnja 1989. godine na "B" strani singla "I Want It All". Objavljena je na CD izdanju.
12. Chinese Torture (Mercury - May - Deacon - Taylor) - Pjesma je objavljena na CD izdanju.
13. The Invisible Man (12" Version) (Taylor) - Verzija koja je objavljena na singlu, dužeg trajanja od verzije na albumu. Pjesma je objavljena na CD izdanju.

## "B" strane singlova
Pjesme koje se ne nalaze na albumu, a izdane su kao "B" strane singlova:
1. Stealin' (Mercury) - Objavljena 19. lipnja 1989. godine na "B" strani singla "Breakthru".
2. Hijack My Heart (Taylor) - Objavljena 7. kolovoza 1989. godine na "B" strani singla "The Invisible Man".
3. My Life Has Been Saved (Deacon) - Objavljena 9. listopada 1989. godine na "B" strani singla "Scandal". Obrađena verzija objavljena je 1995. godine na albumu "Made in Heaven".

## Top ljestvica
| Država     | Top ljestvica    | Top ljestvica | Prodaja      | Prodaja             |
|            | Najviša pozicija | Tjedana       | Naklada      | Prodanih primjeraka |
| ---------- | ---------------- | ------------- | ------------ | ------------------- |
| Austrija   | 1                | 24            | Zlatna       | 25.000              |
| Belgija    | 1                |               |              |                     |
| Finska     | 1                |               | Platinasta   | 45.000              |
| Njemačka   | 1                |               | Platinasta   | 700.000             |
| Irska      | 1                |               | Platinasta   | 50.000              |
| Nizozemska | 1                |               | Platinasta   | 100.000             |
| Švicarska  | 1                | 22            | Platinasta   | 50.000              |
| UK         | 1                | 37            | 2xPlatinasta | 600.000             |
| Norveška   | 2                | 17            |              |                     |
| Italija    | 3                |               | 3xPlatinasta | 350.000             |
| Australija | 4                | 14            |              | 100.000             |
| Portugal   | 4                |               | Zlatna       | 20.000              |
| Španjolska | 4                |               | Platinasta   | 170.000             |
| Švedska    | 6                | 8             |              | 50.000              |
| Francuska  | 11               |               |              | 200.000             |
| Japan      | 23               |               |              | 100.000             |
| SAD        | 24               | 14            | Zlatna       | 700.000             |